# Aynac
Aynac is een gemeente in het Franse departement Lot (regio Occitanie) en telt 546 inwoners (2005). De plaats maakt deel uit van het arrondissement Figeac.

## Geografie
De oppervlakte van Aynac bedraagt 21,6 km², de bevolkingsdichtheid is 25,3 inwoners per km².
De onderstaande kaart toont de ligging van Aynac met de belangrijkste infrastructuur en aangrenzende gemeenten.

## Demografie
Onderstaande figuur toont het verloop van het inwonertal (bron: INSEE-tellingen).